# Muti (Zoulou)
Le Muti ou Muthi ou umuti désigne la pratique de la médecine traditionnelle ou de la sorcellerie chez les Zoulous d'Afrique du Sud. Il peut aussi désigner les préparations elles-mêmes.

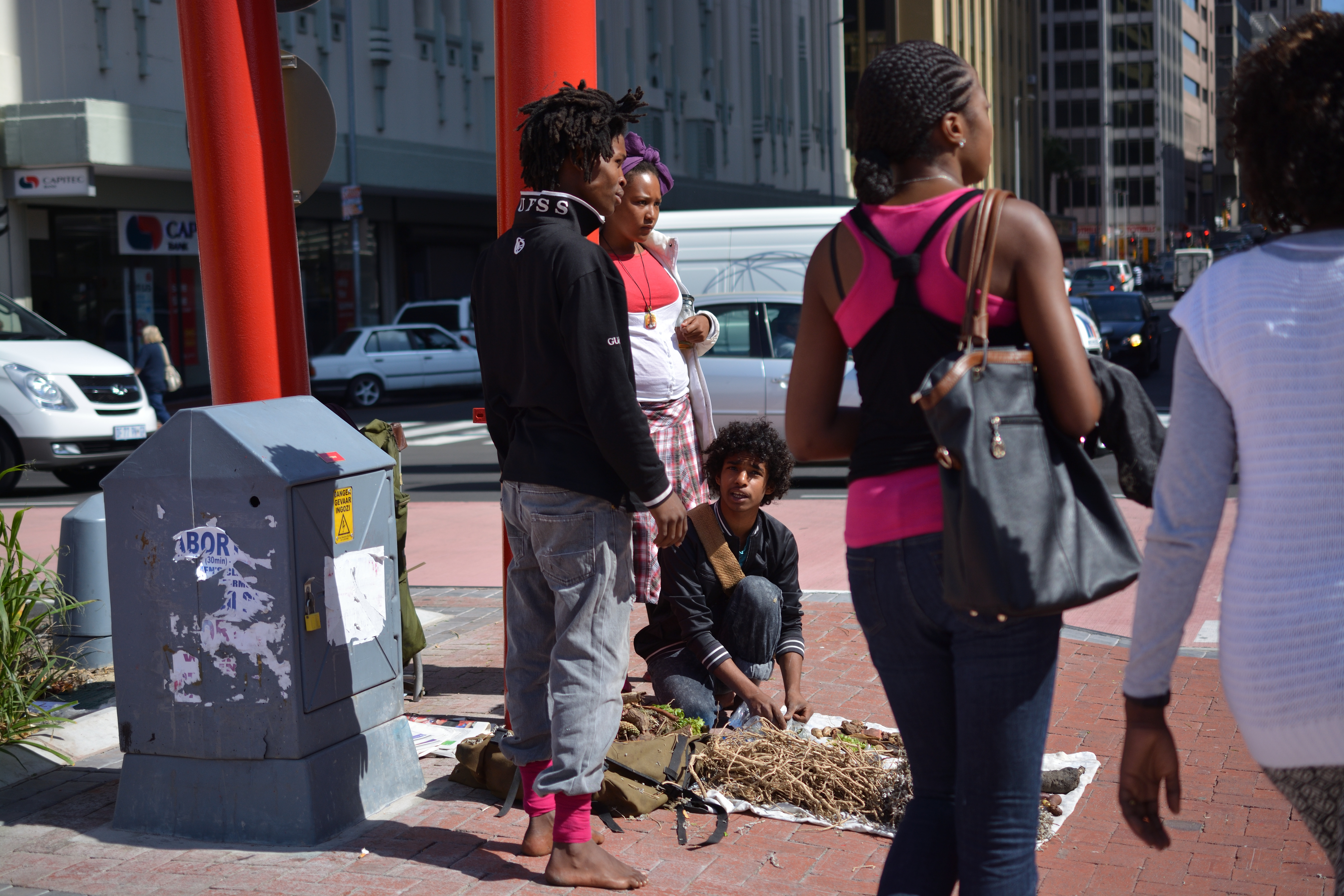
Vendeurs de muti dans la rue en Afrique du Sud

## Tradition
Le nom muti provient du zoulou umuthi qui veut dire arbre, herbe ou buisson. Il existe plusieurs types de muti, le muti blanc (ou umuthi omhlope), qui a des effets positifs, comme la guérison, la prévention ou la fin de la malchance, et le muti noir (ou umuthi omnyama), qui peut apporter maladies et mort aux autres, ou une santé mal acquise à celui qui en use. Les pratiquants du muti noir sont considérés comme des sorciers du mal et sont rejetés par la société.

## Meurtres liés aumuti
Les cas de meurtres et de mutilations associés à certaines pratiques traditionnelles en Afrique du Sud sont également appelés meurtres muti. Mieux connus sous le nom de meurtres médicamenteux, ce ne sont pas des sacrifices humains en soi, mais ils ont pour but de tuer quelqu’un afin de lui prendre des parties de son corps pour les incorporer dans la médecine utilisée dans la sorcellerie.
En février 2010, le commissaire provincial adjoint William Mpembe du Service de police sud-africain (SAPS) dans la province du Nord-Ouest a déclaré que « les meurtres muti, en particulier ceux impliquant de jeunes enfants, semblaient être en hausse dans la région de Tshwane. Ce même mois, les guérisseurs traditionnels et le gouvernement du Gauteng se sont réunis lors d'un séminaire à Pretoria pour éradiquer cette "pratique maléfique de mutilations humaines à des fins de fabrication de muti".